# لا لابا
بلدية لا لابا (بالإسبانية: La Lapa)‏, هي إحدى بلديات مقاطعة بطليوس, التي تقع في منطقة إكستريمادورا, والتي تقع في غرب إسبانيا.
يبلغ عدد سكانها 315 نسمة وفقاً لإحصائية سنة (2002).